# 小行星9187
小行星9187（英語：9187 Walterkroll）是一颗围绕太阳公转的小行星。1991年9月12日，卢茨·D·施耐德、佛蒙特·伯根在陶腾堡发现了此天体。
这颗小行星的绝对星等为64.01748520030452等。